# Snacka går ju... (1981)
Snacka går ju... är en svensk komedifilm från 1981 i regi av Ulf Andrée. I rollerna ses bland andra Carl-Gustaf Lindstedt, Håkan Serner och Margaretha Krook.

## Om filmen
Filmens förlaga var pjäsen I väntan på Bardot av Sigvard Olsson och Lars Björkman, vilken hade uppförts på Dramaten i Stockholm och flera andra scener 1975–1976. Initiativet till att överföra pjäsen till film togs av producenten Hans Iveberg och filmmanuset skrevs av Olsson och Björkman. Inspelningen ägde rum mellan den 3 november och 19 december 1980 i Stockholm med Petter Davidson som fotograf. Filmen klipptes sedan av Roger Sellberg och Christin Loman och premiärvisades den 16 september 1981 på biografen Saga i Stockholm. Den är 88 minuter lång och tillåten från sju år.
Den ursprungliga pjästiteln anspelar dels på den franska artisten Brigitte Bardot och dels på pjäsen I väntan på Godot av Samuel Beckett.
Filmen mottogs negativt av kritikerna.

## Handling
Fotograferna SG och Acke drömmer om att bli berömda inom sin profession, men får hålla till godo med enklare reklamuppdrag.

## Rollista
- Carl-Gustaf Lindstedt – SG
- Håkan Serner – Acke
- Margaretha Krook – Gun
- Bernt Lundquist – Fritte
- Mona Seilitz – Monica
- Kerstin Tidelius – generaldirektör Holgéus
- Anna Godenius – PR-chefen
- Rolf Björkholm – Krister
- Sten Johan Hedman	– Rönn
- Svante Odqvist – bankkamreren
- Viveca Dahlén – lapplisan
- Per Mattsson

### Fotnoter
1. 1 2 3 4 5  ”Snacka går ju...”. Svensk Filmdatabas. http://sfi.se/sv/svensk-filmdatabas/Item/?itemid=5593&type=MOVIE&iv=Basic&ref=/templates/SwedishFilmSearchResult.aspx?id%3d1225%26epslanguage%3dsv%26searchword%3dsnacka+g%C3%A5r+ju%26type%3dMovieTitle%26match%3dBegin%26page%3d1%26prom%3dFalse. Läst 15 maj 2013.